# Visca mutila
Visca mutila is een insect uit de familie van de mierenleeuwen (Myrmeleontidae), die tot de orde netvleugeligen (Neuroptera) behoort. 
Visca mutila is voor het eerst wetenschappelijk beschreven door Navás in 1927.